# Эгмонт, Максимилиан
Максимилиан ван Эгмонт (нидерл. Maximiliaan van Egmont; 1509 — 24 декабря 1548, Брюссель) — нидерландский политический деятель, граф Священной Римской империи, генерал и штатгальтер Фрисландии, Гронингена и Оверэйсела, с 1540 года — капитан-генерал австро-испанских Нидерландов, граф ван Бюрен в 1539—1548 годах.

## Биография
Максимилиан принадлежал к нидерландскому аристократическому дому Эгмонтов. С ранней юности, в соответствии с политической ориентацией своего рода, поддерживавшего бургундских, а затем и австрийских властителей Нидерландов, находился на службе у императора Священной Римской империи Карла V. Его своевременное выступление в 1546 году во главе набранной в Нидерландах армии решило исход Шмалькальденской войны в пользу Карла V. Считался одним из наиболее талантливых полководцев своего времени. В 1531 году был избран рыцарем ордена Золотого руна.
Скончался для всех неожиданно, от болезни. Когда Максимилиан узнал от своего врача, знаменитого Везалия, о приближении смерти, то приказал облачить себя в рыцарские доспехи, посадить на стул и собрать вокруг него офицеров, желая встретить смерть лицом к лицу, как в бою.

## Семья
В 1519 году Максимилиан ван Эгмонт вступил в брак с Франсуазой де Ланнуа. Единственная их дочь — родившаяся в 1533 году Анна ван Эгмонд — стала женой штатгальтера Нидерландов Вильгельма I Оранского и матерью принца Филиппа Вильгельма Оранского.